# 菲沙赫
菲沙赫（德語：Fischach）是德国巴伐利亚州的一个市镇。总面积30.21平方公里，总人口4603人，其中男性2281人，女性2322人（2011年12月31日），人口密度152人/平方公里。